# ويليام ف. باكلي
ويليام فرانك باكلي جونيور (بالإنجليزيّة: William Frank Buckley Jr، ولِد في 24 نوفمبر 1925 وتوفي 27 فبراير 2008) هو مفكر أمريكي وكاتب مُحافظ. أسس باكلي مجلة «ناشونال ريفيو National Review» عام 1955 والتي حفزّت الحركة المُحافظة في الولايات المتحدة في نهايات القرن العشرين. قدّم 1429 حلقة في عرضه التليفزيونيّ «خط النار Firing Line)1966–1999)» حيث كان معروفًا باللكنة الإنجليزيّة المختلطة والثراء اللغويّ.
كتب باكلي كتاب «الإله والإنسان في يل God and Man at Yale» عام 1951، وكتب غيره ما يزيد عن 50 كتابًا عن مواضيع مختلفة مثل: الكتابة والحديث والتاريخ والسياسة والإبحار. كما تتضمن أعمال باكلي سلسلة من الروايات المتحدثة عن عميل مخابرات خياليّ يسمى بلاكفورد أواكس Blackford Oakes. كما كتب باكلي عمود في جريدة قوميّة.
لم يرد باكلي أن يصف نفسه بالليبراليّ ولا بالمُحافظ. أشار إليه جورج إتش. ناش مؤرخ الحركة المُحافظة الأمريكيّة الحديثة بأنه المفكِّر الأكثر أهميّة في نصف القرن الماضي في الولايات المتحدة. مثّل باكلي الصوت المُحافظ الأكثر بروزًا خلال جيل كامل كما أنه كان واحدًا من أول الشخصيات المسكونيّة. يعتبر اسهام باكلي الأول في السياسة أنه قام بعملية مزج بين التيار المُحافظ التقليديّ والليبراليّة الكلاسيكيّة، وهذا المزج كان سببًا في انزياح الحزب الجمهوري نحو اليمين، وخير مثال على ذلك رونالد ريجان وباري جولدوتر.

## النشأة
ولِد باكلي في 24 نوفمبر 1925 في مدينة نيويورك، أبوه ويليام باكلي سينيور المحامي المولود في تكساس وأمه ألويس جوزيفين أنتونيا. أمه من ولاية نيو أورليانز، سويسريّة ألمانيّة، منحدرة من أًصول إيرلنديّة ألمانيّة. بينما كان أجداده من ناحية والده من كندا وذوي أصول إيرلنديّة. كان باكلي الابن السادس من عشرة إخوة. انتقل باكلي مع أهله إلى المكسيك ثم إلى شارون، كونيكتيكات Sharon, Connecticut، قبل أن يبدأ مدرسته في باريس حيث حضر المرحلة الأولى.

## التوجه الديني
نشأ باكلي في أسرة كاثوليكية رومانيّة وكان عضوًا في جماعة فرسان مالطة. وصف إيمانه بقوله «لقد نشأت في عائلة كبيرة من الكاثوليكيّين بدون أي تفكير عن عرضيّة إيماننا الدينيّ». عندما كان باكلي في مدرسة ميلبروك Millbrook أُتيح له أن يحضر مع التجمُّع الكاثوليكيّ بالجوار، رغم الولاء البروتستانتيّ للمدرسة. أدرك باكلي عندما كان شابًا التحيز الأمريكيّ ضد الكاثوليك خلال قرائته لكتاب بول بلانشارد «الحريّة الأمريكيّة والقوة الكاثوليكيّة American Freedom and Catholic Power» وهو الذي اتّهم الكاثوليك الأمريكيّين بأن لديهم «ولاءات منقسمة».
أُصدر كتابه الأول «الإله والإنسان في يل» عام 1951، وقوبل الكتاب بانتقادات محددة بسبب نزعته الكاثوليكيّة. كتب ماكجورج بندي، عميد جامعة هارفارد في «ذا أتلانتيك»، كتب: «يبدو غريبًا على أي رومانيّ كاثوليكيّ أن يتصدى للحديث عن التقاليد الدينيّة في يل». واتّهمه هنري سولان كوفين، الأمين بـيل، بأنه متأثر بوجهة النظر الرومانيّة الكاثوليكيّة، وقال: «على باكلي أن يحضر في فوردهام أو أي مؤسسة مشابهة».
وفي كتابه «أقرب، يا إلهي Nearer, My God» عام 1997، أدان باكلي ما رأى أنه «اعتداء مستمر من المحكمة العليا على الدين في المدارس العامة» وطرح فكرة أن الدين المسيحيّ يُجرى استبداله بدين آخر (دين تعدد الثقافات). حضر باكلي تقاليد التجمعات اللاتينيّة في كونيكتيكات. كما رفض الإصلاحات الطقوسيّة التي أجراها المجمع الفاتيكانيّ الثاني. كما أظهر باكلي اهتمامًا بكتابات الكاتبة الإيطاليّة من القرن العشرين، ماريا فالتوريا، لدرجة أنه أعاد ذكر ما ذكرته ماريا في مذكراته الروحيّة عن القصة التي روت أنها رأتها في رؤاها عن صلب المسيح وعن الوحي الصوفي الذي تمتعت به فالتوريا في كتابها «قصيدة الرجل الإله The Poem of the Man-God».

## الكتب الأولى

### الإله والإنسان في يل
جاء هذا الكتاب نقدًا لجامعة ييل، وفيه يفترض باكلي أن الجامعة حادت عن مهمتها. قال عنه الناقدون أنه يشوّه دور الحريّة الأكاديميّة. أرجع باكلي الاهتمام الذي لاقاه الكتاب إلى المقدمة التي كتبها جون تشامبرلين، قائلًا إنه غيّر مسار حياته، وأن مقال مجلة «لايف Life» الشهير كُتب بكرم بالغ. وأشير إلى ويليام ف.باكلي في رواية Manchurian Candidate لريتشارد كوندون عام 1959 بـ«الرجل الصغير المدهش الذي كتب الإله والإنسان في يل».

### مكارثي وأعداؤه
كتب باكلي هذا الكتاب عام 1954 بالتعاون مع صهره ل. برينت بوزيل جونيور والذي دافع بقوة عن عضو مجلس الشيوخ جوزيف مكارثي Joseph McCarthy كمناضل وطنيّ ضد الشيوعية.
كان الكتاب تأكيدًا على أن المكارثيّة حركة يتجمع حولها الرجال ذوي الإرادة القويّة والأخلاق الصارمة. راجع باكلي مجلة The American Mercury عاميّ 1951 و 1952 ولكنه غادر بعد أن استشعر فيها معاداة للساميّة.

## ناشونال ريفيو
أسس باكلي مجلة ناشونال ريفيو عام 1955 في وقت كرّس فيه القليل من الجمهوريّين جهودهم من أجل التنظير للنزعة المُحافظة. عمل باكلي كرئيس تحرير للمجلة حتى عام 1990 وخلال هذه المدة أصبحت ناشونال ريفيو المحتضنة الأساسيّة للنزعة المُحافظة الأمريكيّة، داعمة للمزج بين التقاليد المُحافظة والليبراليّة.
```
سعى باكلي لضم المثقفين الذين كانوا شيوعيّين سابقين أو عملوا يومًا مع أقصى اليسار مثل: ويتاكر تشامبرز وويليام تشلام وجون دوس باسوس وفرانك مير وجيمس برنهام. وعندما أًصبح برنهام محررًا كبيرًا في المجلة سعى لتبني وجهة نظر 
برجماتية
 تسعى لتوسيع نفوذ المجلة تجاه المركز السياسيّ. وجد سمانت 1991 أن برنهام تغلّب على المعارضة التي كانت موجودة بمجلس الإدارة في المجلة (مثل مير وتشلام وويليام ريكينباكر وناشر المجلة ويليام أي. راشر) وكان له تأثير كبير على سياسة تحرير المجلة وعلى تفكير باكلي نفسه.
[
36
]
```

### رسم حدود النزعة المحافظة
استخدم باكلي والمحررون مجلة ناشونال ريفيو لتوضيح حدود النزعة المحافظة، واستبعاد الأشخاص والأفكار غير الجديرة بالوصف المُحافظ. على سبيل المثال، استبعد باكلي كل من آين راند وجورج والاس والعنصريّين ومعاديّي الساميّة.
عندما قابل باكلي آين راند، قالت له «إنك ذكي للغاية فلا يجب أن تكون مؤمنًا بالله»، فشعر باكلي أن رسالة راند وأسلوبها يتعارضان مع القيم المُحافظة، كما قرر أن عدائيّة راند تجاه الدين جعلت فلسفتها غير مقبولة التزامًا بالنزعة المُحافظة. حاول باكلي عام 1957 إخراجها من التيار المُحافظ عندما نشر مراجعة ويتاكر تشامبرز المهاجم لرواية راند Atlas Shrugged. وكتب عنها في عام 1964 أن لديها فلسفة جافة ملخصها عدم التوافق مع تأكيد النزعة المُحافظة على التسامي والفكر والأخلاق، كما ذمّ أسلوبها الصعب الدوجمائيّ ونبرتها غير المقبولة.

### وجهة نظره عن العرق والتمييز العرقي
كان جيمس جاكسون كيلباتريك (1920–2010) محرر صحفي في ريتشموند، فيرجينيا، حيث دافع عن الفصل العرقي وعن حكم الرجل الأبيض فقط للجنوب. يقول مكلين: جعلت ناشونال ريفيو كيلباتريك صوتها في حركة الحقوق المدنية والدستور، حيث وحّد باكلي وكليباتريك الجنوب والشمال في رؤيّة واحدة تُمثل دعم التفوق الأبيض." وفي مقال منشور له في عدد 24 أغسطس عام 1957 بعنوان "لماذا يجب أن ينتصر الجنوب" أيد باكلي بوضوح الفصل العرقي المؤقت في الجنوب لحين تحقق "المساواة الكاملة". لقد طرح باكلي أن السؤال الأساسي هو: "هل المجتمع الأبيض معنيّ بأن يحمل مثل تلك المسئوليات في الجنوب ثقافيًا وسياسيًا حتى لو كان أقل عددًا؟ الإجابة هي نعم؛ لأنه هو العرق الأكثر تقدمًا كما كان الحال في كل الأزمان." دعم باكلي الفصل العرقي المؤقت عام 1957 قائلًا أن المجتمع الأسود يفتقر إلى التعليم والثقافة والتطور الاقتصاديّ، تلك السمات التي تجعل المساواة ممكنة. ادّعى باكلي أن للمجتمع الأبيض في الجنوب الحق في فرض أي أخلاق يراها مناسبة لأي فترة يراها من أجل تحقيق مساواة ثقافية بين الأعراق. بعد نشر تلك المقالة بأسبوعين، نشر صهر باكلي، لـ.برنت بوزيل ]جونيور[ ردًا على تلك الأطروحات قائلًا أن المجلة نشرت آراءً عن مسألة العرق يعتبرها خاطئة، وتضر التوجهات المُحافظة بدلًا من أن تدعمها. مؤكدًا على وجود قانون ونصوص دستوريّة يخالفها المقال، لأنه يعطي للأبيض حق انتهاك تلك القوانين لكي يبقي الزنجيّ بلا قوى.
خفف باكلي من حدة حُججه عن العرق في الستينات، وذلك بسبب أنه كان مرتاع لكم العنف الذي ارتكبه العنصريّون البيض خلال حركة الحقوق المدنيّة، وبسبب تأثير بعض الأصدقاء عليه مثل غاري ويلز Garry Wills عندما واجهه بالشبهات الأخلاقيّة في سياسته. استمر باكلي في دعم العنصريّة ملقيًا باللوم على التأخر الاقتصاديّ للمجتمع الأسود نفسه، بالتحديد في المناظرة الشهيرة عام 1965 مع الإفريقيّ الأمريكيّ جيمس بالدوين في جمعيّة «كامبردج يونيون Cambridge Union» جاءت معارضته لحركة الحقوق المدنيّة في شكل دعم لحقوق الولايات في مقابل رفض المراجعة القضائيّة لأفعال الولايات.

### الديمقراطية والشيوعية
دفعت معارضة باكلي للشيوعية أن يدعم استبدال الحكومات اليساريّة بالقوى غير الديمقراطية. دعم باكلي الديكتاتور الإسبانيّ فرانثيسكو فرانكو الذي قاد التمرد العسكريّ اليمينيّ في الحرب الأهليّة الإسبانيّة، وأطلق على فرانكو لقب «زعيم وطنيّ مخلص» مرحبًا بإطاحته بالجمهوريّين الإسبانيّين (الإيديولوجيّين، الماركسيّين، العدميّين). كما شجّع الدكتاتوريّة العسكريّة للواء أوغستو بينوشيه الذي قاد الانقلاب العسكريّ عام 1973 للإطاحة بالرئيس التشيليّ سلفادور أليندي الماركسيّ المنتخب ديمقراطيًا، كما وصفه باكلي بالرئيس الذي جاء لتدنيس الدستور التشيليّ ويلوّح بفخر لمُلهمه فيدل كاسترو.

### قاعدة باكلي
تنص قاعدة باكلي على أن مجلة ناشونال ريفيو ستأخذ جانب المرشّح الأصلح الأكثر يمينيّة لأي منصب سياسيّ. صاغ باكلي تلك القاعدة لأول مرة في الانتخابات التمهيديّة للحزب الجمهوريّ عام 1964 بين باري غولدوتر ونيلسون روكفيلر. أدت المناظرة في الحزب الجمهوريّ إلى دعمه للمرشّح الأصلح الأكثر يمينيّة. يُساء فهم القاعدة باعتبارها تدعم المرشّح الأكثر يمينيّة فقط مع إغفال كلمة «الأصلح».
وطبقًا لنيل بي. فريمان Neal B. Freeman من مجلة ناشونال ريفيو، فإن قاعدة باكلي تعني أنهم سيدعمون المرشّح الأكثر توافقًا مع رؤى المجلة، أي أنه الشخص الذي، إذا فاز أو خسر، سيجعل الحزب الجمهوريّ والدولة أكثر مُحافظة. وهذا المرشّح هو باري غولدوتر.

## التعليقات والأفعال السياسية

### الشباب الأمريكيين من أجل الحرية وباري غولدوتر

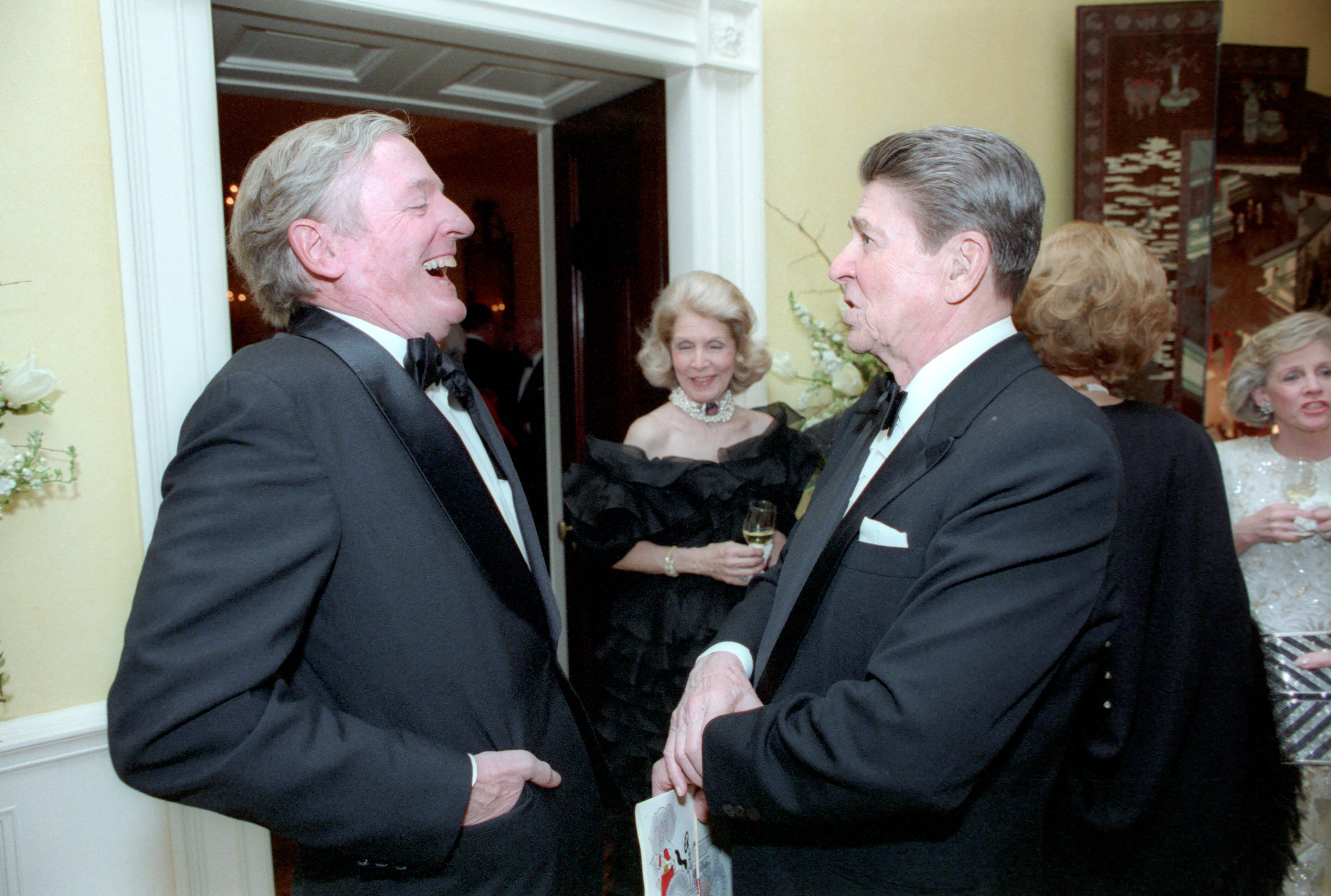
باكلي مع الرئيس الأمريكي رونالد ريجان في عيد ميلاده 1986

في 1960، ساعد باكلي في تأسيس «الشباب الأمريكيّين من أجل الحريّة Young Americans for Freedom» والتي كانت تحركها مبادئ أطلق عليها باكلي «تصريح شارون Sharon Statement». كان باكلي فخورًا بالحملة الناجحة لأخيه الأكبر جيم باكلي Jim Buckley من الحزب المُحافظ لنيل مقعد مجلس الشيوخ في نيويورك في المنافسة مع تشارلز غودويل Charles Goodell عام 1970، بفضل مجهود النشطاء في Y.A.F خدم باكلي لدورة في مجلس الشيوخ، ثم هزمه بعد ذلك الديمقراطيّ دانيال باتريك مونيهان عام 1976.
استخدم باكلي مجلة ناشونال ريفيو من أجل دعم مرشّح أريزونا باري غولدوتر، من أجل ترشّحه عن الحزب الجمهوري في مواجهة محافظ نيويورك نيلسون روكفيلر أولًا، ثم من أجل الرئاسة ثانيًا. استخدم باكلي ناشونال ريفيو كمنصة لتحريك الدعم من أجل غولدوتر.

### القطيعة مع إدارة نيكسون
في يوليو عام 1971 جمّع باكلي مجموعة من المُحافظين لمناقشة بعض سياسات نيكسون التي تعارضها المجموعة. في أغسطس من عام 1969 اقترح نيكسون تمرير قانون الرفاهة المعروف باسم خطة مساعدة العائلة Family Assistance Plan والذي سيسمح بدخل سنوي لأسرة مكونة من أربع أفراد يبلغ 1600 دولار في السنة. وعلى الصعيد الدوليّ تفاوض نيكسون مع الشيوعيّين وبدأ علاقات مع الصين، وهو ما عارضه باكلي نظرًا لخلفيته المعارضة للشيوعيّة. نشرت المجموعة عام 1971 في يوليو رسالة يعلنون فيها أنهم توقفوا عن دعم نيكسون.

### عرض خط النار
كانت شهرة باكلي في برنامجه التلفيزيونيّ (خط النار) هو المكان الأول الذي ظهر منه للعديد من الأمريكيّين، وعرض فيه لغته النخبويّة والتي كانت شهيرة في الوسط الأكاديميّ ولكنها لم تكن مشهورة في الأوساط الشعبيّة. استقبل باكلي انتقادات كثيرة خلال عمله كشخصية إعلاميّة، كانت معظمها من اليسار مع بعض الانتقادات من اليمين مثل جمعية جون بيرش John Birch Society ورئيسها الثاني لاري ماكدونالد، كما انتقده العديد من الموضوعيّين.

### العداء مع غور فيدال
عندما سُئل باكلي عن الشخص الذي لا يتشارك معه في أي أرضيّة، أجاب أنه غور فيدال. كما كان عداء فيدال لباكلي معروف أيضًا حتى قبل 1968. ظهر باكلي في سلسلة مناظرات تليفيزيونيّة مع فيدال خلال المؤتمر القوميّ الجمهوريّ عام 1968 في ميامي وخلال المؤتمر القوميّ الديمقراطيّ في شيكاغو.
اختلف الاثنان في المناظرات المجراة في 28 أغسطس من ذلك العام حول أفعال قسم الشرطة في شيكاغو والمُحتجين في المؤتمر. وفي رد فعلهم على استجابة الشرطة لرفع علم الفيت كونغ Viet Cong flag سأل الصحفيّ هوارد ك. سميث Howard K. Smith عما إذا كان رفع علم النازية في الحرب العالميّة الثانيّة سيسبب نفس رد الفعل. أجاب فيدال أن الناس أحرار أن يعبروا عن وجهات نظرهم السياسيّة كما يرون أنها مناسبة. بينما قاطعه باكلي قائلًا أن الناس أحرار ليعبروا عن رأيهم ولكن غيرهم حر أيضًا حر لإقصائهم من اعتناق هذه الرؤى، مضيفًا أن الداعمين للنازيّة في الحرب العالميّة الثانيّة كانوا يُعاملون حسنًا من الذين عزلوهم عن المشهد، وأنه يؤيّد عزل كل من يهين الجنود الأمريكيّين. كما اتّهم فيدال بانعدام حس الوطنيّة لديه لعدم دفاعه عنهم.

## الوفاة
توفى باكلي في ستامفورد، كونيتيكت، في 27 فبراير عام 2008.

## روابط خارجية
- وليم فرانك باكلي الابن على موقع IMDb (الإنجليزية)
- وليم فرانك باكلي الابن على موقع الموسوعة البريطانية (الإنجليزية)
- وليم فرانك باكلي الابن على موقع ميوزك برينز (الإنجليزية)
- وليم فرانك باكلي الابن على موقع إن إن دي بي (الإنجليزية)
- وليم فرانك باكلي الابن على موقع ديسكوغز (الإنجليزية)
- وليم فرانك باكلي الابن على موقع قاعدة بيانات الفيلم (الإنجليزية)